# Blagovarskij rajon
Il Blagovarskij rajon (in russo Благоварский район?) è un municipal'nyj rajon della Repubblica della Baschiria, nella Russia europea.